# Grand Banks
Grand Banks, dio sjevernoameričkog epikontinentalnog pojasa jugoistočno od Newfoundlanda koji obuhvaća nekoliko podvodnih platoa u Atlantskom oceanu, među kojima su najvažniji Grand, Green i St. Pierre i protežu se na jugozapad do Georges Banka.
Grand Banks poznat je kao ribarsko područje, ali je prepoznatljiv i po nepredvidivom moru na kojem se dogodilo nekoliko velikih katastrofa. Na njegovom području susreću se hladna labradorska i topla golfska struja iznad kojih zračne mase često izazivaju guste magle, a velike oluje i povremeni ledenjaci dodatna su opasnost za brodove i ribare.
Ono što je opasno za ljude pogoduje ribama kojih ima obilje vrsta kao što su bakalar, haringa, skuša i druge vrste. Dubine mora kreću se između 180 stopa (55 metara) pa sve do 600 stopa (180 metara).
Na području Grand Banksa tragalo se i za naftom a u veljači 1982. dogodila se katastrofa kada je podivljalo more progutalo naftenu platformu Ocean Ranger i sva 84 člana posade.
Grand Banks prvi puta spominje 1498. talijanski istraživač Giovanni Caboto (John Cabot).
- Ocean Ranger